# Tetrastemma laminariae
Tetrastemma laminariae är en djurart som tillhör fylumet slemmaskar, och som beskrevs av Ushakov 1928. Tetrastemma laminariae ingår i släktet Tetrastemma och familjen Tetrastemmatidae. Inga underarter finns listade i Catalogue of Life.